# PAC Cresco
Die PAC Cresco ist ein Agrarflugzeug des neuseeländischen Herstellers Pacific Aerospace.

## Geschichte und Konstruktion
Die PAC Cresco ist eine turbopropgetriebene Weiterentwicklung der von PAC in Lizenz gebauten Fletcher FU-24 für landwirtschaftliche Einsätze. Die Cresco ist ein Tiefdecker, der wie die Fletcher – im Gegensatz zu den meisten Landwirtschaftsflugzeugen – ein nicht einziehbares Bugradfahrwerk besitzt. Die Kabine befindet sich vor dem Düngerbehälter, was dem Piloten gute Sicht ermöglicht. Die Cresco wird normalerweise nur von einem Piloten geflogen, allerdings besitzt jede Maschine einen zweiten Pilotensitz.
Die Cresco war allerdings nicht so erfolgreich, wie die kolbenmotorgetriebene Fletcher FU-24, da nur eine Produktion von 39 Flugzeugen erfolgte, bevor diese eingestellt wurde. Obwohl die Maschine in erster Linie dazu verwendet wird, um Superphosphatdünger zu verteilen, wird die Cresco auch in anderen Rollen eingesetzt, insbesondere um Fallschirmspringer abzusetzen, wofür sie auf Grund der schnellen Steiggeschwindigkeit (1560 ft/min) beliebt ist. Auch als Löschflugzeug wird sie verwendet. Ein Flugzeug wurde für aeromagnetische Untersuchungen umgebaut.

## Versionen
- Cresco 08-600 – erste Serienversion mit einem Lycoming LTP 101-700A-1A-Turboproptriebwerk mit 447 kW.[1]
- Cresco 08-750 – leistungsstärkere Variante mit einer Pratt & Whitney PT6A-34AG-Propellerturbine mit 559 kW. Produziert ab 1992.[1]

## Technische Daten
| Kenngröße             | Daten (Cresco 08-600)                                      |
| --------------------- | ---------------------------------------------------------- |
| Besatzung             | 1–2                                                        |
| Passagiere            | 7 oder 9 Fallschirmspringer                                |
| Länge                 | 11,07 m                                                    |
| Spannweite            | 12,81 m                                                    |
| Höhe                  | 3,63 m                                                     |
| Flügelfläche          | 27,31 m²                                                   |
| Flügelstreckung       | 6,0                                                        |
| Nutzlast              | 1860 kg Chemikalien bzw. Dünger                            |
| Leermasse             | 1270 kg                                                    |
| max. Startmasse       | 3175 kg                                                    |
| Reisegeschwindigkeit  | 250 km/h                                                   |
| Höchstgeschwindigkeit | 274 km/h                                                   |
| Dienstgipfelhöhe      | 5485 m                                                     |
| Reichweite            | 852 km                                                     |
| Triebwerke            | 1 × Lycoming LTP 101-700A-1A-Turboproptriebwerk mit 447 kW |